# Utflykt i det gröna
Utflykt i det gröna (engelska: Picnic) är en amerikansk romantisk dramakomedifilm i Technicolor från 1955 i regi av Joshua Logan. Filmen är baserad på William Inges pulitzerbelönade pjäs Picnic från 1953. Logan hade tidigare regisserat uppsättningen på Broadway. I huvudrollerna ses William Holden, Kim Novak och Rosalind Russell, i övriga roller märks Susan Strasberg och Cliff Robertson. Filmen nominerades till sex Oscars, däribland för bästa film, och erhöll två.

## Handling
Handlingen utspelar sig under 24 timmar i en liten stad i Kansas, kring Labor Day. En främling anländer till staden och rör om tillvaron för dem han möter.

## Rollista i urval
- William Holden - Hal Carter
- Kim Novak - Marjorie 'Madge' Owens
- Betty Field - Flo Owens
- Susan Strasberg - Millie Owens
- Cliff Robertson - Alan Benson
- Rosalind Russell - Rosemary
- Arthur O'Connell - Howard Bevans
- Verna Felton - Helen Potts
- Reta Shaw - Irma Kronkite
- Raymond Bailey - Mr. Benson